# Бојд Холбрук
Роберт Бојд Холбрук (енгл. Robert Boyd Holbrook; Престонсберг, Кентаки, 1. септембра 1981), амерички филмски и телевизијски глумац, модел и уметник. Најпознатији је по улози у драмској телевизијској серији Наркос, где је играо улогу ДЕА агента Стива Марфија.
Глумио је и у филмовима Милк (2008), Из зла у горе (2013), Шетња међу гробовима (2014), Ишчезла (2014), Ноћна потера (2015), Логан (2017), Предатор: Еволуција (2018), Индијана Џоунс и артефакт судбине (2023), поред многих.